# Aonyx capensis hindei
Sous-espèce
Statut de conservation UICN

 NT  : Quasi menacé
Statut CITES

Aonyx capensis hindei est une sous-espèce de loutre à joues blanches (Aonyx capensis).